# شهرام سردار
شهرام سردار (انگلیسی: Shahram Sardar؛ زادهٔ ۱ ژانویهٔ ۱۹۹۰) خواننده کرد اهل عراق است.
او به دلیل سبک منحصر به فرد خود در ملودی و موسیقی کردی شناخته شده‌است.